# Starstreak
Starstreak är en luftvärnsrobot inom det brittiska försvaret. Den är ledstrålestyrd, och varje robot innehåller tre styrda, explosiva pilgranater. Räckvidden för vapnet är 6–7 km.